# Смолянников, Алексей Петрович
Алексей Петрович Смолянников (14 марта 1937, поселок Лотиково, теперь Славяносербского района Луганской области) — украинский политический и хозяйственный деятель. Депутат Верховного Совета УССР 11-го созыва. Член ЦК КПУ в 1976 — 1990 г. Кандидат экономических наук.

## Биография
Родился 14 марта 1937 года в поселке Лотиково на Луганщине. В 1962 году окончил Киевский институт инженеров гражданского воздушного флота, радиоинженер, в 1977 году - Высшую партийную школу при ЦК КПСС.
В 1962 — 1963 г. — заведующий лабораторией Киевского института гражданского воздушного флота.
В 1963 — 1969 г. — инженер-технолог, одновременно — секретарь комсомольской организации; начальник контрольно-испытательной станции; заместитель начальника, начальник цеха Киевского завода «Радиоприбор».
Член КПСС с 1964 года.
В 1969 — 1970 г. — заместитель начальника, начальник производственного отдела Киевского завода «Радиоприбор». В 1970 — 1973 г. — секретарь партийного комитета КПУ Киевского завода «Радиоприбор».
В 1973 — 1974 г. — 2-й секретарь; в 1974 — 1977 г. — 1-й секретарь Октябрьского районного комитета КПУ города Киева.
В 1980 году окончил Академию общественных наук и социального управления при ЦК Болгарской коммунистической партии (БКП).
В 1980 — 1984 г. — инспектор ЦК КПУ.
В 1984 — 1988 г. — 1-й секретарь Севастопольского горкома Компартии Украины.
В 1988 — 1990 г. — заместитель заведующего отдела организационно-партийной и кадровой работы ЦК КПУ. В 1990 — 1991 г. — заведующий отделом ЦК КПУ по связям с Советами, политическими и общественными организациями.
Делегат XXV-го, XXVI-го, XXVII-го съездов Компартии Украины.
С января 1997 по март 1999 года работал в Счетной палате Украины начальником управления кадров и специальной работы, начальником отдела кадров.
Государственный служащий 3 ранга.